# フランベルジュ

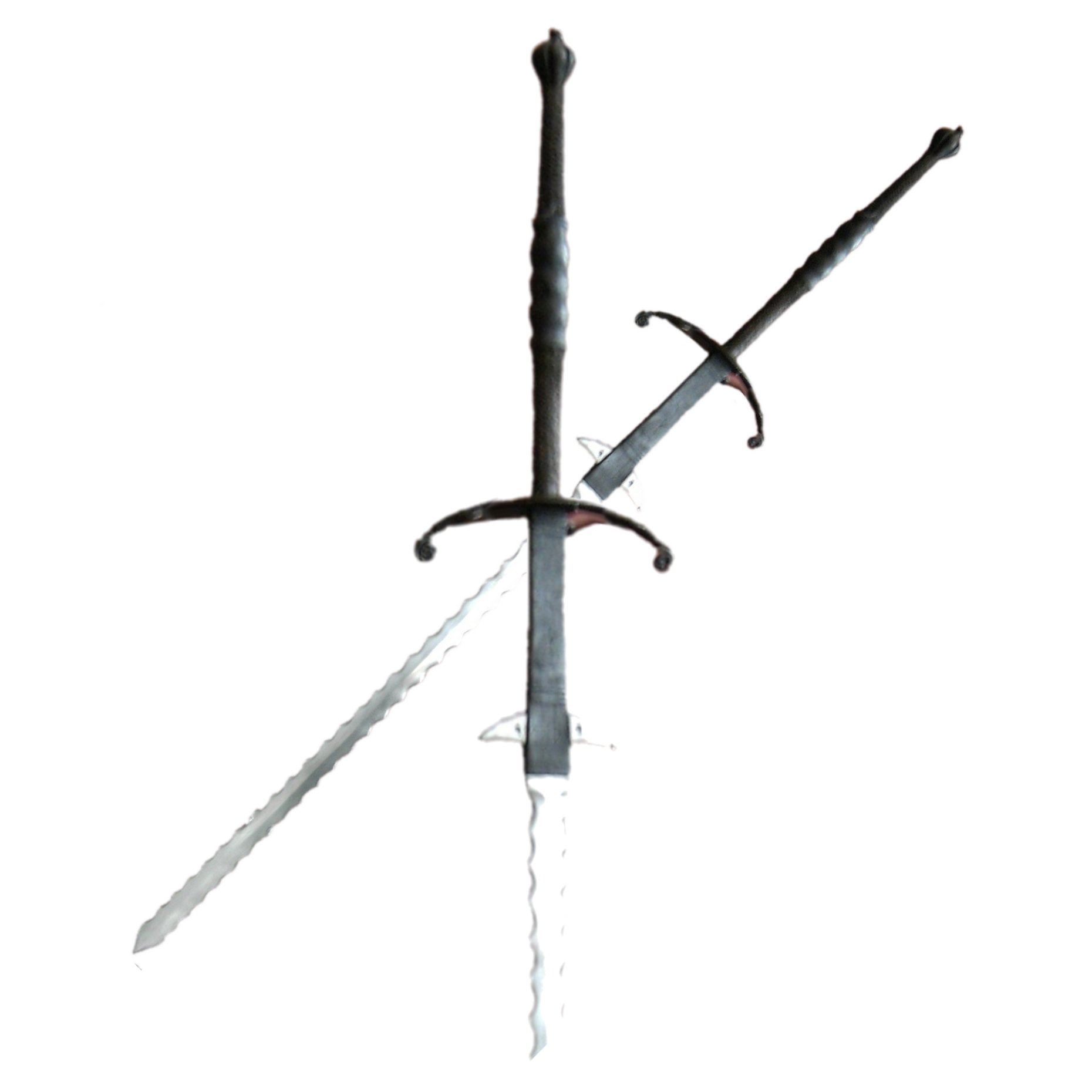
フランベルジュ

フランベルジュ（フランス語: Flamberge）は、刀身が波打つ両手剣の総称。刀身の揺らめきが炎のように見えるため、フランス語で「炎の形」を意味するフランブワヤン（Flamboyant）にちなんでこの名前がついた。
なおドイツ語ではフランベルク（Flamberg）というが、こちらは両手剣ではなく、初期型のフランベルジュである波刃型のレイピアを指す。

## 概要
両手剣としては比較的短く、全長は1.3 - 1.5 mほど、身幅は4 - 5 cm、重さは3 - 3.5 kgほどである。フランブワヤンは14世紀後半から15世紀に流行したフランスの後期ゴシック建築のひとつで、アミアン大聖堂の窓飾りなどに見ることができる。
フランベルジュには、大型で両手持ちの長剣ツヴァイヘンダーから細身の片手剣まで様々なものが知られている。
装飾性が高く儀礼用に用いられた一方で、波状の刀身が与える傷は肉片を抉り飛び散らせ、一般的な刀身による傷よりも治癒が困難であり、実戦における高い殺傷能力も持っていた。また、現代よりも衛生環境が悪かった時代には、傷口から破傷風などに感染して死亡する例が多かったという。
前線での戦闘においては、敵の馬上の騎士の槍先を切り落とす、パイクを装備した敵が作った槍衾を切り開く、敵の剣による攻撃を受け流す等の使用法で効果を発揮した。叙事詩に登場するカール大帝に仕えたとされる騎士ルノー・ド・モントーバンがこの剣を愛用しており、この8世紀のものが記録に残る最古のフランベルジュとされる。
17世紀後半にはレイピアに代わり決闘裁判に使用されるようになった。
銃器が開発され、剣は日の目を見なくなったがそれでもこの剣は美術的評価と共に生産されつづけた。